# Tricentrus bergeri
Tricentrus bergeri är en insektsart som beskrevs av William D. Funkhouser 1927. Tricentrus bergeri ingår i släktet Tricentrus och familjen hornstritar. Inga underarter finns listade i Catalogue of Life.